# Exostema glaberrimum
Exostema glaberrimum är en måreväxtart som beskrevs av Attila L. Borhidi och M.Fernández Zeq.. Exostema glaberrimum ingår i släktet Exostema och familjen måreväxter.
Artens utbredningsområde är Kuba. Inga underarter finns listade i Catalogue of Life.